# Dasypogon dorsalis
Dasypogon dorsalis är en tvåvingeart som först beskrevs av Christian Rudolph Wilhelm Wiedemann 1824.  Dasypogon dorsalis ingår i släktet Dasypogon och familjen rovflugor. Inga underarter finns listade i Catalogue of Life.